# Abdelkader Soudani
Abdelkader Soudani, né le 24 décembre 1935 à Béni Saf et mort le 15 avril 2007, dans la même ville, est un joueur algérien de basket-ball. Il est surnommé la Perle noire.

## Biographie
Abdelkader Soudani né le 24 décembre 1935 à Béni-Saf, l'un des fiefs du basket-ball. Il fut sélectionné 55 fois en équipe nationale et a endossé le maillot des clubs de l'ASMO, NAR Oran, NAR Arzew, COUS Oran et MP Oran, après avoir commencé sa carrière de joueur en 1949 à la JPBS dans la catégorie des benjamins.
Avec l'EN, il représenta aussi l'Algérie aux Jeux de l'amitié de Dakar en 1963 et au Championnat d'Afrique de Tunis en 1965 et 1967. A son palmarès aussi les coupes d'Oranie de 1955, 56, 57 et 58, les championnats d'Oranie de 1960, 61, 65, 66 et 68, ainsi que les titres de champion d'Algérie en 1960 et 61. Il fut aussi sacré par ses pairs et la FABB comme meilleur joueur du siècle écoulé en 2001.
Après sa carrière de joueur, il a embrassé celle d'entraîneur dans les clubs de la JP Béni-Saf (1968, 71), NAR Oran (1971-75), NAR Arzew (1971-75), MPO (1982), COUS d'Oran (1985-87), CRB Béni-Saf (1993, 94) et USM Bel-Abbès (1994, 98). Soudani Abdelkader s'est éteint le 15 avril 2007 à Béni-Saf

## Carrière
Abdelkader Soudani remporte la Ligue régionale d'Algérie ainsi que le championnat d'Oranie en 1960 avec la JP Béni Saf, où il prend sa première licence en benjamins en 1949 ; il y reste jusqu'en 1970. Il remporte en tout 1 championnat d'Algérie, 4 coupes d'Oranie et 5 championnats d'Oranie.
Il compte 55 sélections en équipe d'Algérie, terminant quatrième des Jeux africains de 1965 et disputant les Jeux de l'Amitié de 1963 à Dakar, le Championnat d'Afrique masculin de basket-ball 1965 à Tunis et le Championnat d'Afrique masculin de basket-ball 1965 à Tunis (terminant à la troisième place).
Il devient ensuite entraîneur jusqu'en 1998 ; il est notamment à la tête du MC Oran, du NAR Arzew et de l'USM Bel Abbès.
En 2001, il est nommé basketteur du siècle en Algérie par la Fédération algérienne de basket-ball.